# Precis cuama
Precis cuama är en fjärilsart som beskrevs av William Chapman Hewitson 1864. Precis cuama ingår i släktet Precis och familjen praktfjärilar. Inga underarter finns listade i Catalogue of Life.

## Bildgalleri

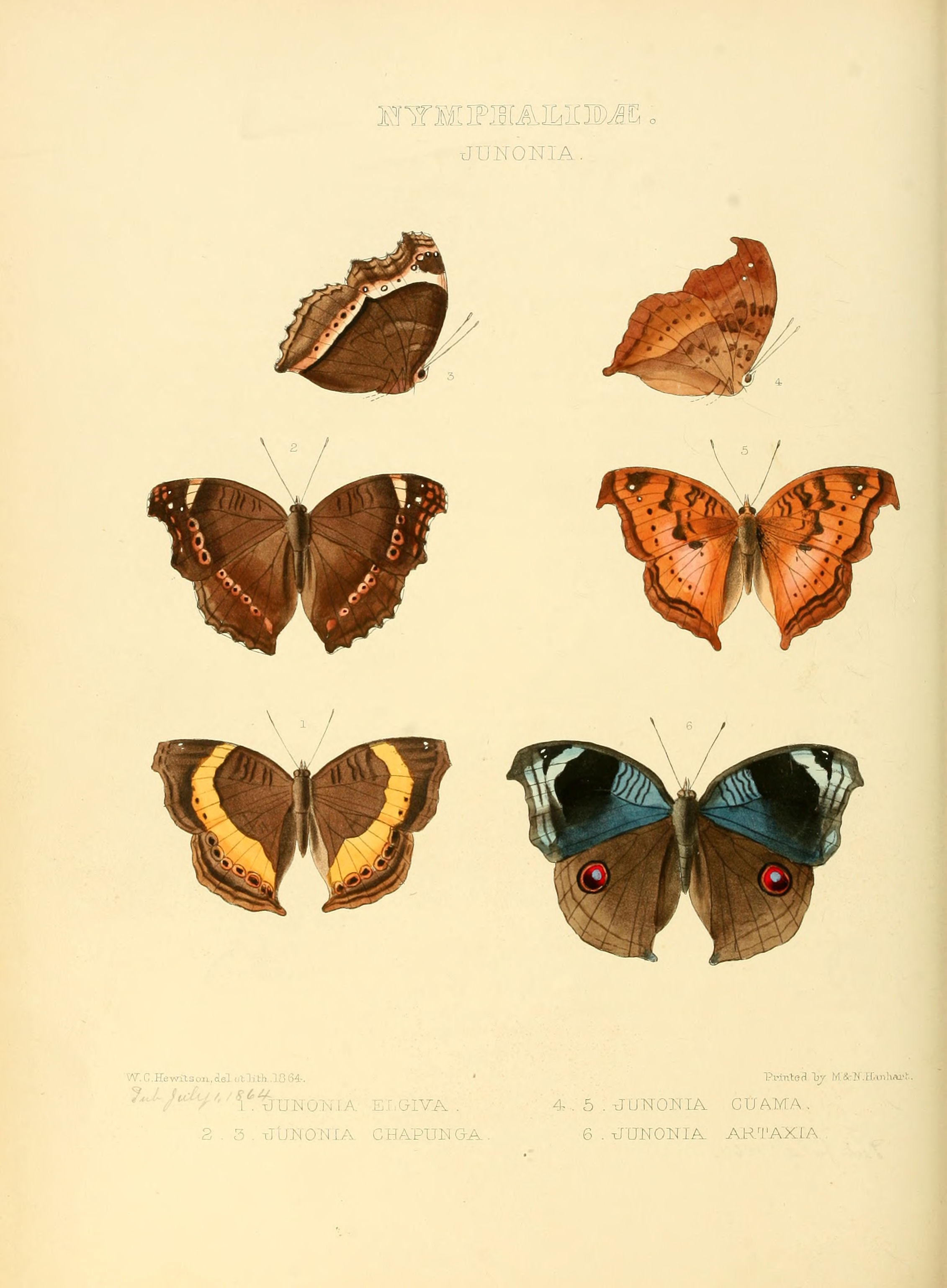
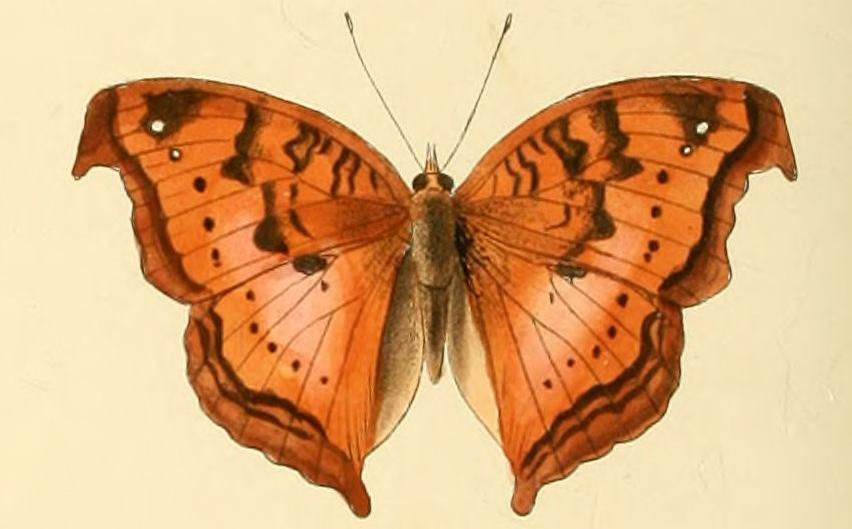